# 플래시의 등장인물 목록
2014년부터 방영된 드라마 《플래시》의 등장인물 목록이다. 법의학자 수사관 배리 앨런과 그의 동료들, 악당들이 극을 이끌어 나간다. 본디 《애로우: 어둠의 기사》의 파생 작품으로 기획되었으며 세계관을 공유하고 있기 때문에, 《애로우》의 등장인물이 《플래시》에도 자주 등장한다. 또 《애로우》와 더불어, 대부분의 등장인물은 원작인 DC 코믹스의 세계관과 등장인물에 기반하고 있다.

## 주요 인물
- 배리 앨런 / 플래시 (그랜트 거스틴)

- 아이리스 웨스트 ( 캔디스 패튼)

- 해리슨 웰스 (톰 캐버나)

- 케이틀린 스노 (대니엘 패너베이커)

- 시스코 라몬 / 바이브 (카를로스 발데스)

- 조 웨스트 (제시 L. 마틴)

- 에디 손 (릭 코즈닛)

- 월리 웨스트 / 키드 플래시 (키넌 론즈데일)

## 보조 인물
- 로니 레이먼드 / 파이어스톰 (로비 아멜)

- 마틴 스타인 / 파이어스톰 (빅터 가버)

- 웨이드 아일링 장군 (클랜시 브라운)

- 데이비드 싱 (패트릭 서봉기)

- 린다 박 (맬리스 조)

- 메이슨 브리지 (로저 하워스)

- 헨리 앨런 (존 웨슬리 십)

- 노라 앨런 (미셸 해리슨)

- 티나 맥지 (어맨다 페이스)

## 단역

### 시즌 1
- 로이 비볼로 / 프리즘 / 레인보우 레이더 (폴 앤서니)
- 기디언 (모레나 바카링)
- 퀜틴 랜스 (폴 블랙손)
- 테스 모건 (브리 블레어)
- 카일 님버스 / 미스트 (앤서니 캐리건)
- 다이나 로럴 랜스 / 블랙 카나리 (케이티 캐시디)
- 토니 우드워드 / 거더 (그레그 핀리)
- 벤 샌수시 / 플라스티크 (켈리 프라이)
- 단테 라몬 (니컬러스 곤잘러스)
- 액설 워커 / 트릭스터 (데번 그레이)
- 제임스 제시 / 트릭스터 (마크 해밀)
- 클러리사 스타인 (이저벨라 호프먼)
- 서맨사 클레이턴 (애나 홉킨스)
- 제이크 시먼스 / 데스볼트 (더그 존스)
- 브리 라번 (에밀리 키니)
- 윌리엄 토크먼 / 클락 킹 (로버트 네퍼)
- 해니벌 베이츠 / 에브리맨 (마틴 노보트니)
- 쇼나 바에즈 / 피커부 (브리트니 올드퍼드)
- 파루크 지브란 / 블랙아웃 (마이클 러벤타)
- 제이슨 러시 (뤼크 로데리크)
- 클라이드 마던 (채드 룩)
- 레이 파머 / 아톰 (브랜던 라우스)
- 사이먼 스태그 (윌리엄 새들러)
- 댄턴 블랙 / 멀티플렉스 (마이클 크리스토퍼 스미스)
- 그로드 (데이비드 소볼로프)

### 시즌 2
- 라일라 마이클스 (오드리 마리 앤더슨)
- 헨리 휴잇 (디모어 반스)
- 맬컴 멀린 / 어둠의 궁수 / 라스 알굴 (존 배로먼)
- 스콧 에번스 (톤 벨)
- 앨버트 로스스타인 / 아톰 스매셔 (애덤 코플런드)
- 밴달 새비지 (카스페르 크룸프)
- 제퍼슨 "잭스" 잭슨 / 파이어스톰 (프랜즈 드러메이)
- 러셀 글로슨 / 터틀 (에런 더글러스)
- 조이 몬텔론 / 타 핏 (마코 그라치니)
- 셰이 램든 / 킹 샤크 (데이비드 헤이터)
- 카터 홀 / 호크맨 (팔크 헨첼)
- 시아 디어던 퀸 / 스피디 (윌라 홀랜드)
- 루이스 스나트 (마이클 아이언사이드)
- 데이미언 다크 (닐 맥도너)
- 일라이자 하먼 / 트러젝토리 (앨리슨 페이지)
- 플로이드 로턴 (마이클 로)
- 애덤 스태퍼드 / 지오맨서 (애덤 스태퍼드)
- 그리핀 그레이 (헤이그 서덜랜드)
- 에디 슬릭 / 샌드 데몬 (켓 터턴)

### 시즌 3
- 에드워드 클러리스 / 라이벌 (토드 래센스)
- 훌리오 멘데스 (알렉스 데세르)
- 프랜시스 "프랭키" 케인 / 마젠타 (조이 킹)
- 샘 스커더 / 미러 마스터 (그레이 데이먼)
- 로절린드 "로자" 딜런 (애슐리 리카즈)
- 카라 조-엘 / 카라 댄버스 / 슈퍼걸 (멀리사 베노이스트)
- 이브 테스마커 (앤드리아 브룩스)
- 릴리 스타인 (크리스티나 브루카토)
- 뮤직 마이스터 (대런 크리스)
- 샘 스커더 / 미러 마스터 (그레이 데이먼)
- 아브라 카다브라 (데이비드 다스트말치안)
- 솔로바 (키스 데이비드)
- 훌리오 멘데스 (알렉스 데저트)
- 톰 패터슨 (그레그 그런버그)
- 존 존즈 / 마션 맨헌터 (데이비드 헤어우드)
- 윈즐로 "윈" 숏 주니어 (제러미 조던)
- 프랜시스 "프랭키" 케인 / 마젠타 (조이 킹)
- 세라 랜스 / 화이트 카나리 (케이티 로츠)
- 액셀러레이티드맨 (숀 포그)
- 칼라 탠하우저 박사 (수전 월터스)
- 몬-엘 (크리스 우드)

### 시즌4
- 리베카 샤프 / 해저드 (슈거 린 비어드)
- 메카닉 (킴 엥겔브렉트)
- 클리퍼드 디보 / 싱커 (닐 샌딜랜즈)
- 브리처 (대니 트레호)
- 아무넷 블랙(케이티 새코프)